# Chapelle de Tous-les-Saints
La Chapelle de Tous-les-Saints, en tchèque : Kostel Všech svatýc, est un édifice religieux du château de Prague. Il borde le mur oriental de l'ancien palais royal et s'adosse à la salle Ladislas. Le chœur gothique est une partie importante du panorama du château.

## Histoire

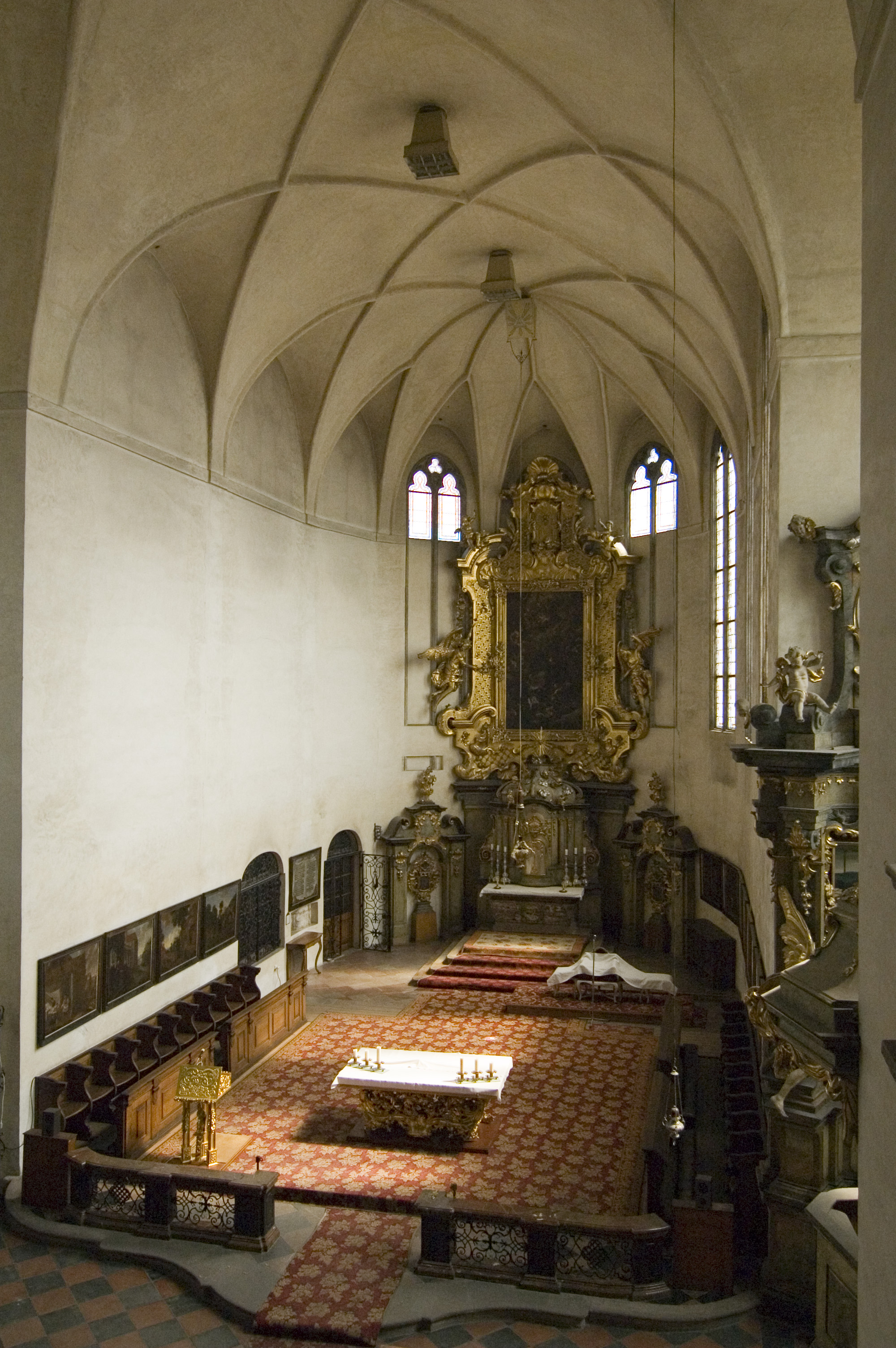
Intérieur de la Chapelle.

La chapelle de la Toussaint occupe l'emplacement d'une ancienne chapelle du XIIe siècle. Elle est reconstruite dans les années 1263-1264. En 1339, Charles IV, également margrave de Moravie, y fonde une collégiale. L'église actuelle est construite entre 1356 et 1383 selon les plans de Peter Parler, formant une structure gothique à deux étages et à une seule nef rappelant la Sainte-Chapelle de Paris. Selon la chronique de Václav Hájek z Libočan (cs), le bâtiment était riche en sculptures, décoré de pierres semi-précieuses et pourvu de vitraux. L'église est gravement endommagée lors de l'incendie dévastateur du château en 1541, presque seuls les murs sont restés. Les restes des fenêtres d'origine ont été conservés dans le grenier. L'église a été intégrée au palais par de nouvelles constructions et extensions, et notamment reliée à la salle Ladislas. Les rénovations sont achevées en même temps que celles du palais en 1580 par Elisabeth Isabelle, la fille de l'empereur Maximilien II. Elle est probablement représentée sur le retable. En 1588, les ossements de saint Procope y sont transférés depuis le monastère de Sázava.
L'église se compose d'un chœur gothique et d'une nef Renaissance à deux nefs latérales. La voûte date de 1580 ; le tombeau de saint Procope, situé à l'origine au centre de la nef, a été déplacé vers le mur en 1768. L'intérieur est baroque, de 1732 et 1750, le chœur de 1732 est probablement l'œuvre de Kilian Ignaz Dientzenhofer. L'orgue baroque a été apporté depuis l'église de Skapce en 1969.